# August De Bock

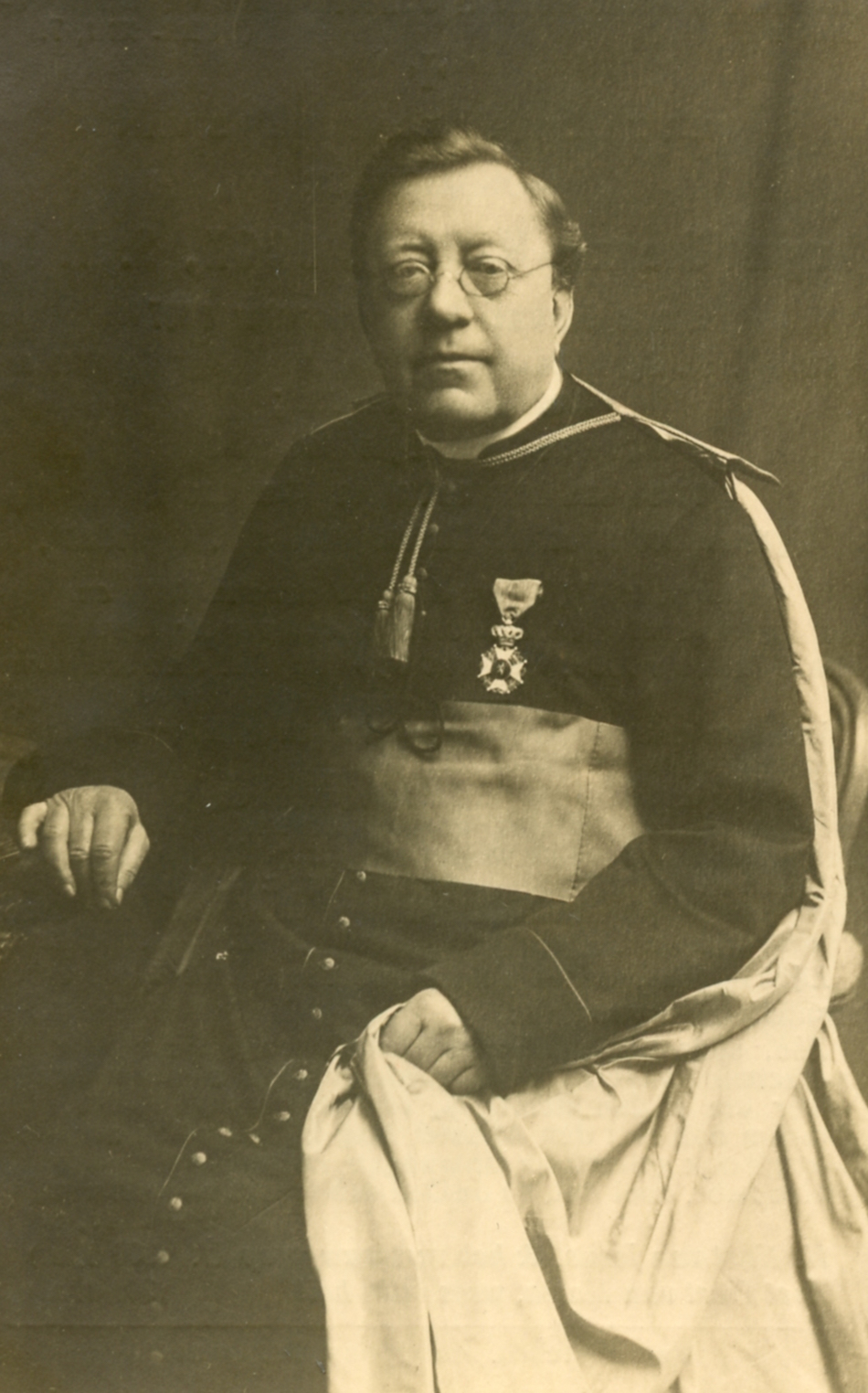
Mgr August de Bock STD

August Joannes Maria De Bock (Zaffelare, 22 augustus 1858 – Gent, 8 oktober 1931) was een Belgisch kanunnik van het Sint-Baafskapittel. Hij was deken van Gent en vicaris-generaal (1897) onder de bisschoppen Antoon Stillemans, Seghers en Coppieters.  Hij was de zoon van de brouwer, schepen en later gemeentesecretaris van Zaffelare Henri De Bock en zijn echtgenote Angelina Thomaes.

## Vicaris-generaal
In Rome behaalde hij aan de Gregoriana Universiteit zijn doctoraat theologie in 1883.
In het begin van zijn loopbaan was hij achtereenvolgens onderpastoor te Lebbeke en op de parochies van Sint-Salvator en Sint-Michiels te Gent. In 1888 werd hij leraar geschiedenis. In 1891 werd hij erekanunnik van het Sint-Baafskapittel te Gent om er in 1897 vicaris-generaal van het bisdom Gent te worden. In 1901 werd hij titulair kanunnik. In 1909 werd hij deken van het kapittel te Gent en directeur van de kloostergemeenschap der Zusters van de `H. Augustinus om in 1917 terug vicaris-generaal te worden.
Hij kreeg de opdracht van de apostolische nuntius om langer het bisdom te besturen tijdens de sedes vacante na de dood van Stillemans. Op 18 december 1922 werd hij huisprelaat van de paus, en was commandeur in de Kroonorde en officier in de Leopoldsorde